# 카트나

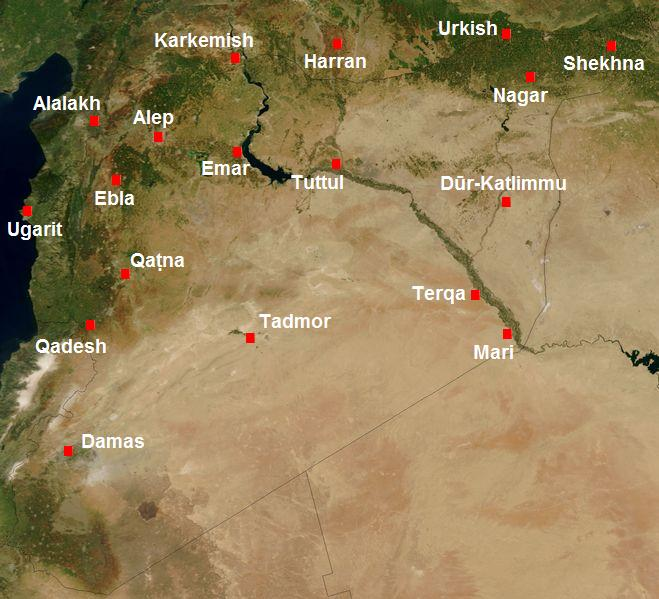

콰트나, ("قطنا") 현재의 시리아의 텔 엘 미시리페는 홈스의 북동쪽 18km 떨어진 오론테스강의 지류 와디 일아스와드에 있다. 그곳은 서 시리아의 최대의 청동기 유적이다. 그곳은 비옥한 홈스 분지를 향해 시리아 사막의 석회암 고원의 가장자리에 위치한다.
콰트나의 유물은 우르 제3 왕조의 것이라고 한다. 아메넴하트 2세(재위:(1875 - 1840 BC, 12왕조)의 공주 이타의 이집트 스핑크스는 초기 이집트의 영향을 보이지만 스핑크스가 언제 콰트나로 왔는지는 분명하지 않다. 그것은 청동기 시대 왕궁의 더미에서 발견되었다.
콰트나의 첫왕은 마리의 기록에 의하면 이시아다드로 아모리트인이다. 그는 샴시-아닷 1세와 동맹이었다. 그는 아들 아무트피엘에 의해 계승되었는데 그는 태자로서 나잘라의 총독이었다. 이것은 바빌론의 함무라비(재위 기원전:1792-1750)의 시절로 아무트피엘의 누이가 마리의 야스마아다드(자스마아두)와 결혼하였다. 마리와 콰트나의 계약은 그녀의 결혼을 포함하였다. 그녀의 어머니는 람마시 아슈르로 아슈르 또는 에칼라툼에서 왔다. 마리의 짐리림은 콰트나의 다른 공주 담후라심과 결혼하였다. 마리가 함무라비에 의해 파괴된 후 기록은 산재하게 되었다. 야림림 3세의 치세에 알레포(얌하드)는 콰트나의 가장 강력한 이웃이었고 콰트나는 순간적으로 알레포에 의해 지배되었다.
미탄니 제국이 상부 메소포타미아에서 성장함에 따라 콰트나는 미탄니와 이집트간의 분쟁지역이 되었다. 소위 닌에갈 사원(왕궁의 일부)의 비문은 미탄니가 콰트나에 남았음을 보인다.
파라오 아멘호텝 1세 (1515-1494)와 투트모세 1세 (1494-1482)가 시리아에 원정하여 콰트나에 도달하였지만 결정적인 증거는 없다. 카르낙의 아문 사원에 투트모세 3세 (1479-1425 BC)는 그의 치세 33년에 콰트나에 머물렀음을 언급한다.
아멘호텝 2세 (1427-1401)는 오론테스강을 건널 때 콰트나의 주인에 의해 공격당하였지만 그는 승리하였고 전리품을 노획하였는데 그중에는 미탄니의 전차의 장비가 언급된다.
콰트나는 람세스 3세(1180 BC)시대에까지 이집트의 지도에 언급되어 있는데 콰트나의 왕궁에서 발견된 설형문자 점토판은 기원전 1400년에 다스린 이다나왕을 언급한다.
히타이트의 수필룰리우마 1세(기원전 1380-1340)의 시리아 원정시에 콰트나의 왕자 아키지는 아크나톤(아멘호텝 4세)의 구원을 요청하였지만 그는 단지 그의 새 수도 아마르나에서 유일신 개혁에만 관심이 있었다. 그곳은 히타이트에 의해 약탈되었고 주민은 하티로 옮겨졌다.
그곳은 신바빌로니아 시대에도 힐라니로 정착되었는데 그곳은 이웃 홈스(에메사)가 교역로를 차지하여 중요하지 않게 되었다.